# Carnival
Carnival er det fjerde studiealbum og andet soloalbum fra den danske rapper Gilli. Albummet blev udgivet den 14. januar 2022 af Universal Music Danmark. Albummet debuterede som nummer ét på den danske album-hitliste, og var det mest populære album i 2024 på samme hitliste.

## Trackliste
| 1.    | "Baianá"                        | Mass Ebdrup, Nicki Pooyandeh & Gilli  | Nicki Pooyandeh            | 2:21 |
| 2.    | "Peligrosa"                     | Pooyandeh & Gilli                     | Pooyandeh                  | 2:35 |
| 3.    | "No Pasa Nada"                  | Pooyandeh & Gilli                     | Pooyandeh                  | 2:25 |
| 4.    | "Kender Ik' I Morgen"           | Pooyandeh & Gilli                     | Pooyandeh                  | 2:27 |
| 5.    | "Avantgarde"                    | Pooyandeh & Gilli                     | Pooyandeh                  | 2:46 |
| 6.    | "Miami Vicer"                   | Oskar Hanak, Thomas Boesgaard & Gilli | T&O                        | 2:31 |
| 7.    | "1 Sammen"                      | Hanak, Boesgaard & Gilli              | T&O                        | 3:18 |
| 8.    | "Brazil" (feat. Prinsess Jorge) | Prinsess Jorge, Pooyandeh & Gilli     | Prinsess Jorge & Pooyandeh | 2:22 |
| 9.    | "Bariostar"                     | Hanak, Boesgaard & Gilli              | T&O                        | 2:47 |
| 10.   | "Ik' Lige Nu"                   | Lucas Secon & Gilli                   | Lucas Secon                | 2:11 |
| 11.   | "Urørlig"                       | Gilli & Pooyandeh                     | Pooyandeh                  | 2:59 |
| 28:48 |                                 |                                       |                            |      |

## Hitlister

### Ugentlig hitliste
| Hitliste (2022)        | Højeste placering |
| ---------------------- | ----------------- |
| Danmark (Album Top-40) | 1                 |

### Årsliste
| Hitliste (2022) | Placering |
| --------------- | --------- |
| Danmark         | 1         |
| Hitliste (2023) | Placering |
| Danmark         | 13        |
| Hitliste (2024) | Placering |
| Danmark         | 25        |